# J. C. Bailey
Joseph Carl Bailey, Jr. (23 de agosto de 1983 - 30 de agosto de 2010) fue un luchador profesional estadounidense, más conocido por su nombre en el ring como J.C. Bailey y por su trabajo en empresas como IWA Mid-South, IWA East Coast y Combat Zone Wrestling.

## Carrera
Debutó profesionalmente en el 2001. El 29 de marzo de 2003, derrotó a Nate Webb, ganando el IWA Mid-South Light Heavyweight Championship, perdió el campeonato ante Michael Todd Stratton el 24 de mayo, pero lo recuperó una semana después, el 31 de mayo. En junio de 2003, Bailey, Ian Rotten y Corporal Robinson "invadieron" Combat Zone Wrestling (CZW), a favor de la Independent Wrestling Association Mid-South (IWA Mid-South). 

## Muerte
Fue encontrado muerto el 30 de agosto de 2010 en su casa en Louisville, Kentucky, falleciendo mientras dormía. Antes de su muerte, Bailey se había quejado de dolores de cabeza y entumecimiento en las manos. La causa de muerte más tarde se determinó que se debió a un aneurisma cerebral, causado por múltiples conmociones cerebrales y golpes en la cabeza. Se espera que su cerebro sea donado para ser sometido a investigaciones en la Universidad de Boston.

## Campeonatos y logros
- Bad 2 the Bone Wrestling
  - BBW Hardcore Championship (2 veces)
  - BBW Lightweight Championship (1 vez)
  - BBW Tag Team Championship (2 veces) - con Vic "The Bruiser"
  - Rookie of the Year (2001)
- Coliseum Championship Wrestling
  - CCW Hardcore Championship (1 vez)
  - CCW Lightweight Championship (1 vez)
  - CCW Tag Team Championship (1 vez)
  - CCW XXX Championship (1 vez)
- Combat Zone Wrestling
  - CZW Ultraviolent Underground Championship (2 veces)
  - CZW World Tag Team Championship (1 vez) - con Team Ca$h (Chri$ Ca$h, Nate Webb & SeXXXy Eddy)
- IWA Mid-South
  - King of the Deathmatch (2010)
- Insanity Pro Wrestling
  - IPW Junior Heavyweight Championship (1 vez)